# Veshav
Der Veshav (auch Veshaw, Vishav oder Vishaw) ist ein linker Nebenfluss des Jhelam im indischen Unionsterritorium Jammu und Kashmir.
Das Quellgebiet des Veshav liegt unterhalb des Bergsees Konsarnag auf einer Höhe von etwa 3400 m im Pir Panjal. Er strömt in nördlicher Richtung durch das Gebirge. Nach 15 km durchschneidet er einen Gebirgskamm und überwindet den Aharbal-Wasserfall. Der Veshav fließt nun entlang der Nordflanke des Pir Panjal durch den südlichen Teil des Kaschmirtals in östlicher Richtung. Er strömt südlich an der Distrikthauptstadt Kulgam vorbei. Anschließend wendet sich der Fluss nach Norden. 13 km nordnordwestlich von Anantnag trifft der Veshav schließlich auf den Jhelam. 5 km zuvor mündet der Rambiara von links in den Veshav. Der Veshav hat eine Länge von etwa 70 km.